# Boaz Kiplagat Lalang
Boaz Kiplagat Lalang (ur. 8 lutego 1989) – kenijski lekkoatleta, specjalizujący się w biegach średniodystansowych. Uczestnik igrzysk olimpijskich w Pekinie w 2008 roku (odpadł w biegu półfinałowym na 800 metrów).

## Osiągnięcia
- 2010 – Doha – halowe mistrzostwa świata – srebrny medal w biegu na 800 metrów
- 2010 – Nowe Delhi – igrzyska Wspólnoty Narodów – złoty medal w biegu na 800 metrów
- 2011 – Maputo – igrzyska afrykańskie – srebrny medal w biegu na 800 metrów

## Rekordy życiowe
- bieg na 800 m – 1:42,95 – Rieti 29/08/2010
- bieg na 1000 m – 2:14,83 – Eugene 03/07/2010
- bieg na 1500 m – 3:35,80 – Rzym 10/06/2010
- bieg na milę (stadion) – 3:52,18 – Oslo 04/06/2010
- bieg na milę (bieg uliczny) – 3:52,0[1] – Nowy Jork 26/09/2009
- bieg na 800 m (hala) – 1:45,15 – Praga 26/02/2009
- bieg na 1000 m (hala) – 2:17,81 – Birmingham 19/02/2011
- bieg na milę (hala) – 3:58,34 – Fayetteville 15/02/2008 (były rekord świata juniorów)